# Йоже Плечник
Йоже Пле́чник (словен. Jože Plečnik, в Чехії також відомий як чеськ. Josip Plečnik, 23 січня 1872 Любляна — 7 січня 1957, Любляна) — словенський архітектор і містобудівник, який узяв значну участь у формуванні вигляду нинішньої Любляни, а також Праги, один з архітекторів оновленого Празького Граду.
Плечник був одним з творців словенської архітектурної школи XX століття. Він еволюціонував від національної романтики до функціоналізму. У XX столітті довгий час після його смерті діяльність архітектора не приваблювала інтересу дослідників.

## Біографія
Йоже Плечник народився у Любляні в 1872 році третім сином Андрія і Гелени Плечник. Батько був конструктором меблів і з самого початку готував це місце для Йоже.
Завдяки державній стипендії в 1888 році він поступив у торгово-промислове училище Граца, де почав навчання за спеціальністю «конструктор меблів». Важливу роль зіграло його знайомство зі студентами-будівельниками, через що він навчився креслити і був прийнятий креслярем до майстерні Леопольда Тейера.
Несподівано помер батько Андрій Плечник. Мати і старший брат вирішили, що Йоже занадто молодий, щоб перейняти майстерню. В результаті він поїхав до Віденя, де два роки пропрацював. У своїх автобіографіях Плечник не любив згадувати цей відрізок життя.
Плечник відвідував художні виставки. Його долали сумніви, що рутинна робота, якою він займався, це його доля. В 1893 році він спробував вступити до школи при Австрійському музеї прикладного мистецтва, але не був прийнятий. А в 1894 році він відвідав Міжнародну виставку, де загорівся бажанням стати архітектором.
У 1894 році Плечник майже без архітектурної освіти прийшов до Отто Вагнера, щоб стати його учнем. Перше завдання на проєкт житлового будинку виявилося для нього занадто складним і він майже втратив надію, але не кинув це заняття. У приватній майстерні Вагнера Йоже Плечник швидко освоїв технічні розрахунки і геометрію. Коли минув рік, Плечник за порадою Вагнера знову подав заяву та вступив на кафедру архітектури Академії мистецтв Відня, яку завершив у встановлені три роки, в 1898 році.
Дипломний проєкт не був високо оцінений архітекторами, однак Плечник виграв Римську премію і здійснив поїздку до Італії, потім до Іспанії та Франції. Там він дізнався про смерть матері і повернувся до Любляни. В 1895 році місто зазнало руйнації землетрусом і багато архітектурних споруд було необхідно звести заново. Але молодий Плечник ще не був відомим і тому затребуваним. Через відсутність замовлень восени 1899 року поїхав назад в ательє Вагнера до Відня. Вагнеру якраз не вистачало колеги для робіт над Віденським метро, а Плечник знав проєкти з самого початку, так як сам виконував багато креслень ще в 1884 році. Однак надовго він там не затримався. Після подорожі архітектура Відня стала здаватися йому бідною, а робота в ательє обмеженою. Він почав спільний проєкт з сином Вагнера, теж архітектором, якого теж звали Отто, але контакт у них не пішов і в 1900 році він пішов з ательє.
Надалі спроєктував багато споруд у Відні, Празі, Братиславі. Брав значну участь у перетворенні сучасного міста Любляна, в тому числі і після Другої світової війни.
У перше десятиліття нового століття молодий архітектор спроєктував кілька приватних і житлових будинків у Відні, а в 1911 році він починає викладання в художньому ремісничому училищі міста Праги, продовжуючи свої пошуки з конструювання і дизайну меблів. Перший президент Чехословаччини Томаш Масарик запросив Плечника реконструювати Празький Град, для перетворення його в резиденцію національного лідера. Головним пам'ятником його перебування у Празі залишилася побудована за його проєктом церква Пресвятого Серця Господня на Винограді, інтер'єр якої був також виконаний згідно його розробкам.

## Творчість
- Потрійний міст у Любляні[en] (1929—1932)
- Півнячий міст у Любляні[en] (1931)
- Трновський міст[en] (1932)
- Реконструкція Празького Граду (I і III двори, сади, інтер'єри)
- Костел Пресвятого Серця Господня на Виноградах у Празі (1928—1930)
- Національна та Університетська бібліотека у Любляні (1936—1941)
- Церква Св. Михайла із дзвіницею у Любляні (1937—1939)
- Міський ринок у Любляні (1940—1944)
- Парламент Словенії (проєкт) (1947)
- Кладовище Жале у Любляні (1937—1940)